# Champosoult
Champosoult (prononcé [ ʃɑ̃pozu]) est une commune française, située dans le département de l'Orne en région Normandie, peuplée de 102 habitants (les Champosulfiens).

## Géographie
La commune est au sud du pays d'Auge. Son bourg est à 9 km au sud de Vimoutiers, à 13 km à l'est de Trun et à 17 km au nord-ouest de Gacé.
| Coudehard | Camembert   | Fresnay-le-Samson |
| Coudehard | Champosoult | Survie            |
| Coudehard | Mont-Ormel  | Survie            |

### Hydrographie
La commune est située dans le bassin Seine-Normandie. Elle est drainée par le cours d'eau 03 de la commune de Champosoult, le fossé 01 de la commune de Champosoult, le fossé 01 de la Denisière et le ruisseau des Costillets,.

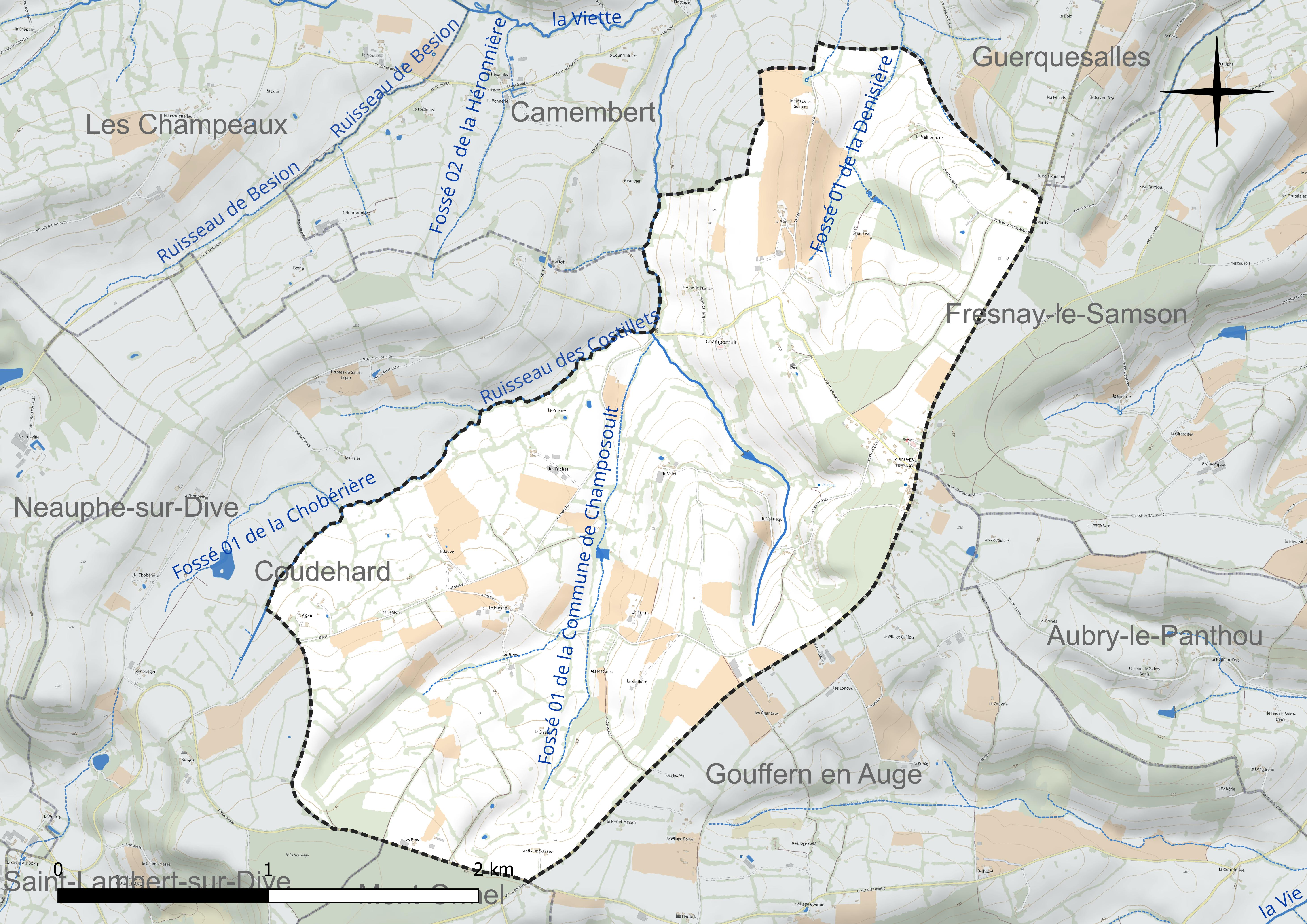
Réseau hydrographique de Champosoult.

### Climat
Pour des articles plus généraux, voir Climat de la Normandie et Climat de l'Orne.
En 2010, le climat de la commune est de type climat océanique altéré, selon une étude du CNRS s'appuyant sur une série de données couvrant la période 1971-2000. En 2020, Météo-France publie une typologie des climats de la France métropolitaine dans laquelle la commune est exposée à un climat océanique et est dans la région climatique Normandie (Cotentin, Orne), caractérisée par une pluviométrie relativement élevée (850 mm/a) et un été frais (15,5 °C) et venté. Parallèlement le GIEC normand, un groupe régional d’experts sur le climat, différencie quant à lui, dans une étude de 2020, trois grands types de climats pour la région Normandie, nuancés à une échelle plus fine par les facteurs géographiques locaux. La commune est, selon ce zonage, exposée à un « climat contrasté des collines », correspondant au Pays d’Auge, Lieuvin et Roumois, moins directement soumis aux flux océaniques et connaissant toutefois des précipitations assez marquées en raison des reliefs collinaires qui favorisent leur formation.
Pour la période 1971-2000, la température annuelle moyenne est de 10,3 °C, avec une amplitude thermique annuelle de 13,4 °C. Le cumul annuel moyen de précipitations est de 853 mm, avec 12,6 jours de précipitations en janvier et 8,1 jours en juillet. Pour la période 1991-2020, la température moyenne annuelle observée sur la station météorologique la plus proche, située sur la commune de Ticheville à 8 km à vol d'oiseau, est de 10,9 °C et le cumul annuel moyen de précipitations est de 826,1 mm,. Pour l'avenir, les paramètres climatiques de la commune estimés pour 2050 selon différents scénarios d’émission de gaz à effet de serre sont consultables sur un site dédié publié par Météo-France en novembre 2022.

## Urbanisme

### Typologie
Au 1er janvier 2024, Champosoult est catégorisée commune rurale à habitat dispersé, selon la nouvelle grille communale de densité à sept niveaux définie par l'Insee en 2022.
Elle est située hors unité urbaine et hors attraction des villes,.

### Occupation des sols
L'occupation des sols de la commune, telle qu'elle ressort de la base de données européenne d’occupation biophysique des sols Corine Land Cover (CLC), est marquée par l'importance des territoires agricoles (93,6 % en 2018), une proportion identique à celle de 1990 (93,6 %). La répartition détaillée en 2018 est la suivante : 
prairies (93,6 %), forêts (6,4 %). L'évolution de l’occupation des sols de la commune et de ses infrastructures peut être observée sur les différentes représentations cartographiques du territoire : la carte de Cassini (XVIIIe siècle), la carte d'état-major (1820-1866) et les cartes ou photos aériennes de l'IGN pour la période actuelle (1950 à aujourd'hui).

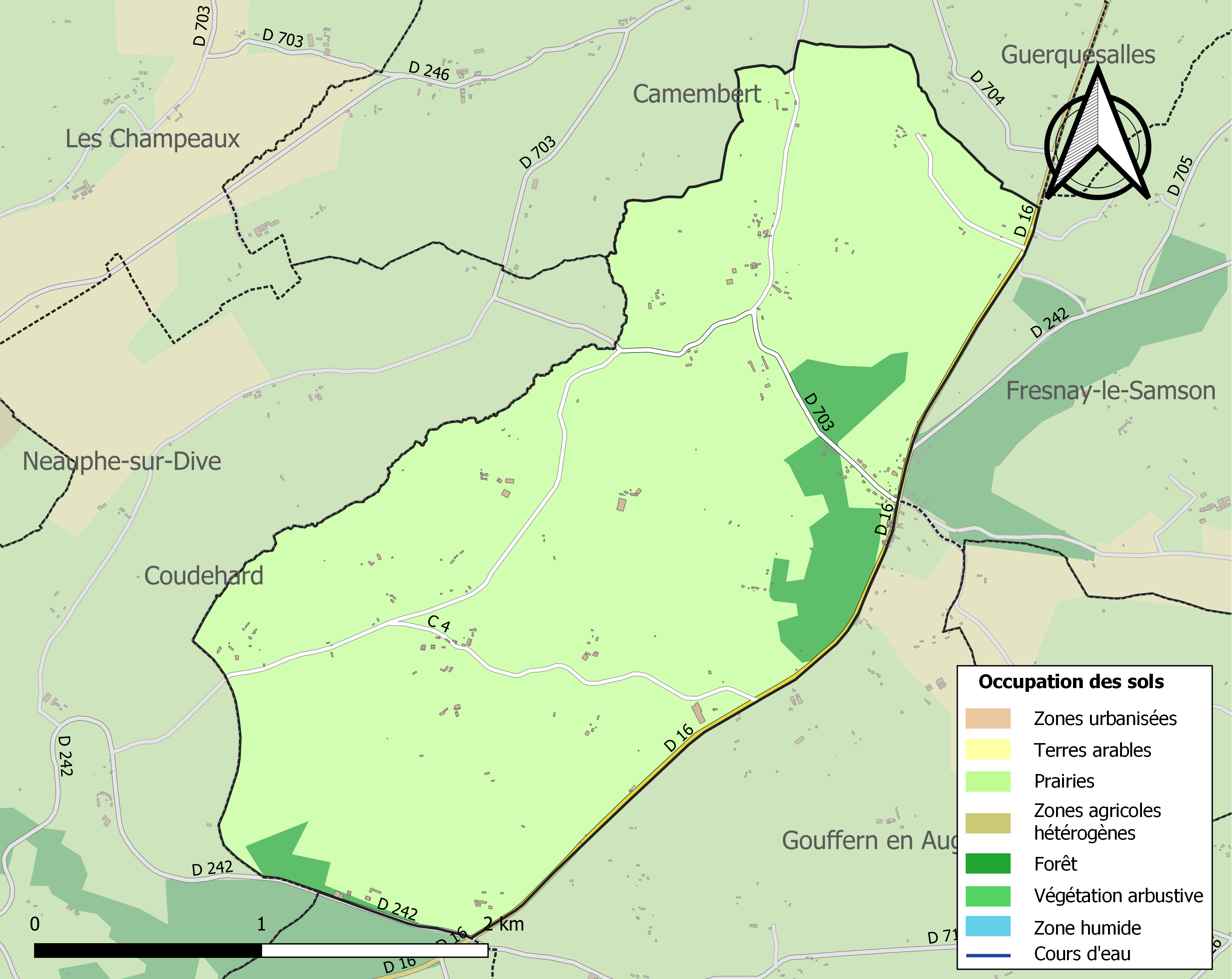
Carte des infrastructures et de l'occupation des sols de la commune en 2018 (CLC).

## Toponymie
Le nom de la localité est attesté sous les formes latinisées Camposulpho en 1125, Campus Osulfi vers 1200.
Les toponymistes s'accordent sur l'origine du premier élément.
Il s'agit d'une formation toponymique médiévale en Champ- « terrain, domaine », commune dans la région. À 3 km au nord se trouve Camembert (Campo Maimberti fin XIIe siècle), qui est une formation identique. Cependant Camembert se situe près de la ligne Joret, ce qui explique le maintien du [ka] initial, camp étant la forme normanno-picarde de champ. Le terme d'oïl champ est issu du gallo-roman CAMPU (du latin classique campus).
Le second élément serait, comme c'est généralement le cas dans ce type de formations toponymiques, un anthroponyme. Selon René Lepelley, il s'agit du nom de personne scandinave Ozouf, selon Albert Dauzat et Charles Rostaing Azolf, selon Jean Renaud Ásúlfr, enfin selon Ernest Nègre du nom de personne germanique Osulfus. En réalité, la formulation est incorrecte : le nom de personne Ozouf est un ancien prénom et actuel patronyme normand, connu également avec les graphies Osouf, Auzou, Auzout, etc. Il serait effectivement issu du vieux norrois Ásúlfr (autrement ÁsulfR). On peut ajouter également le nom de personne anglo-scandinave Osulf qui correspond mieux aux formes anciennes. Les formes anciennes de Val-au-Sou ou Val-aux-Ours (Orne, Vallis Osulfi en 1166) vont également dans ce sens, ainsi que celles des nombreux Auzouville (Auzouville-sur-Ry, Auzouville-l'Esneval, etc.) de Seine-Maritime. On peut noter aussi qu'Osulfus est une forme latinisée du nom anglo-scandinave. L'hypothèse d'Ernest Nègre par le germanique (entendre germanique continental) n'est pas conforme aux zones de diffusions de cet anthroponyme, fréquemment attesté, et cela, essentiellement en Normandie et dans la toponymie normande avant l'époque contemporaine.

## Politique et administration
| Période                                  | Période  | Identité         | Étiquette | Qualité             |
| ---------------------------------------- | -------- | ---------------- | --------- | ------------------- |
| 1989                                     | En cours | Bernard Chrétien | SE        | Exploitant agricole |
| Les données manquantes sont à compléter. |          |                  |           |                     |

Le conseil municipal est composé de onze membres dont le maire et deux adjoints.

## Démographie
L'évolution du nombre d'habitants est connue à travers les recensements de la population effectués dans la commune depuis 1793. Pour les communes de moins de 10 000 habitants, une enquête de recensement portant sur toute la population est réalisée tous les cinq ans, les populations de référence des années intermédiaires étant quant à elles estimées par interpolation ou extrapolation. Pour la commune, le premier recensement exhaustif entrant dans le cadre du nouveau dispositif a été réalisé en 2007.
En 2022, la commune comptait 102 habitants, en évolution de +6,25 % par rapport à 2016 (Orne : −3,21 %, France hors Mayotte : +2,11 %).
Au premier recensement républicain, en 1793, Champosoult comptait 557 habitants, population jamais atteinte depuis.
| 1793 | 1800 | 1806 | 1821 | 1836 | 1841 | 1846 | 1851 | 1856 |
| ---- | ---- | ---- | ---- | ---- | ---- | ---- | ---- | ---- |
| 557  | 474  | 506  | 515  | 467  | 443  | 481  | 437  | 415  |

| 1861 | 1866 | 1872 | 1876 | 1881 | 1886 | 1891 | 1896 | 1901 |
| ---- | ---- | ---- | ---- | ---- | ---- | ---- | ---- | ---- |
| 380  | 351  | 327  | 350  | 316  | 291  | 284  | 239  | 276  |

| 1906 | 1911 | 1921 | 1926 | 1931 | 1936 | 1946 | 1954 | 1962 |
| ---- | ---- | ---- | ---- | ---- | ---- | ---- | ---- | ---- |
| 245  | 256  | 233  | 201  | 198  | 206  | 165  | 190  | 159  |

| 1968 | 1975 | 1982 | 1990 | 1999 | 2006 | 2007 | 2012 | 2017 |
| ---- | ---- | ---- | ---- | ---- | ---- | ---- | ---- | ---- |
| 123  | 117  | 96   | 100  | 103  | 107  | 107  | 99   | 97   |

| 2022 | - | - | - | - | - | - | - | - |
| ---- | - | - | - | - | - | - | - | - |
| 102  | - | - | - | - | - | - | - | - |

## Lieux et monuments
- Église Saint-Pierre (XVe-XVIe siècles).
- Tombeau de la fille de Marie Harel.
- Église Sainte-Thérèse de la Bruyère Fresnay (1960).
- Château de Champosoult (XVIIe siècle) et sa chapelle du XVIIIe.

## Personnalités liées à la commune
- Marie Harel (1781-1855 à Champosoult), fille de son homonyme, inventrice du camembert. Des légendes tenaces entretiennent la confusion.